# Sparassidaceae
Famille
Les Sparassidaceae sont une famille de champignons basidiomycètes de l'ordre des Polyporales.

## Liste des genres
Selon MycoBank (28 janvier 2023) :
- Masseeola Kuntze, 1891
- Sparassiella Schwartzman, 1964
- Sparassis Fr., 1819

## Systématique
Le nom correct complet (avec auteur) de ce taxon est Sparassidaceae Herter, 1910.

## Publication originale
- (de) W.G.F. Herter, « Autobasidiomycetes », Kryptogamenflora der Mark Brandenburg und angrenzender Gebiete, vol. 6,‎ 1910, p. 1-192